# Brommella monticola
Brommella monticola är en spindelart som först beskrevs av Willis J. Gertsch och Stanley B. Mulaik 1936.  Brommella monticola ingår i släktet Brommella och familjen kardarspindlar. Inga underarter finns listade.